# Faithless
Faithless je anglická hudební skupina, kombinující prvky taneční hudby a hip hopu. V rámci své tvorby však vytvářeli i alba, ve kterých spojovali další různé styly. Mezi jejich nejznámější skladby patří „Insomnia“, „God Is a DJ“, „We Come 1“ a „Salva Mea“. Hlavní členové kapely jsou Sister Bliss a Rollo Armstrong, jehož sestra zpěvačka Dido začínala svou kariéru spoluprací se skupinou. Zesnulý Maxi Jazz byl rapový zpěvák, v jehož textech byla obvykle silná spirituální témata nebo socio-politický obsah. Bliss vytváří většinu hudby sama elektronicky, ale hraje také na piáno, violu, saxofon a basu. Rollo vede kapelu a produkuje. Ženský zpěv většiny jejich skladeb obstarávala Pauline Taylorová, která je zpívala i pro Rollovy singly vydané pod Rollo Goes Mystic a Rollo Goes Spiritual.

## Diskografie

### Studiová alba
- 1996 – Reverence
- 1998 – Sunday 8PM
- 2001 – Outrospective
- 2004 – No Roots
- 2004 – Everything Will Be Alright Tomorrow
- 2006 – To All New Arrivals
- 2010 – The Dance
- 2020 – All Blessed

### Remixová alba
- 1996 – Reverence/Irreverence
- 1999 – Sunday 8PM/Saturday 3AM
- 2002 – Outrospective / Reperspective

### Kompilace
- 2000 – Back to Mine
- 2001 – The Bedroom Sessions
- 2005 – Forever Faithless – The Greatest Hits
- 2006 – Renaissance 3D
- 2009 – Insomnia: The Best Of

### DVD
- 2001 – Live at The Melkweg Amsterdam
- 2005 – Forever Faithless - The Greatest Hits
- 2005 – Live at Alexandra Palace
- 2008 – Live in Moscow